# ایستگاه متروی میدان قطب
ایستگاه متروی میدان قطب (سردار ملی) یکی از ایستگاه‌های متروی تبریز است که در خیابان امام خمینی، محله خیابان، میدان قطب (قوت میدانی) حدفاصل چهارراه منصور و آبرسان واقع شده‌است. این ایستگاه، ایستگاه شمارهٔ ۹ خط یک است و در تاریخ ۲۸ آذر ۱۳۹۹ افتتاح شد.

## مشخصات
ایستگاه متروی میدان قطب در میدان قطب و در خط ۱ متروی تبریز قرار گرفته و از نوع عمیق است. مساحت کل ایستگاه ۳۹۴۱ متر‌ مربع و دارای ۳ طبقه و ۲ ورودی است.